# 服务交付平台
在電信上，服务交付平台（英語：service delivery platform，簡稱SDP），多數情況下是針對某種服务的一系列元件，可以提供像服务創建、會話控制及通訊協定等服务交付架構。雖然電信管理論壇（英語：TeleManagement Forum，簡稱TM Forum 或 TMF）正尋求為這領域下定義，可是產業界還沒有針對服务交付平台的標準定義。此外，不同的供應商以略有不同的方法定義其元件、寬度和深度。
服务交付平台常常會要求電信和資訊科技能力，以及突破技術和網絡的局限。時至今日，服务交付平台趨向在既定技術或網絡範疇（例如網頁，IP多媒體子系統，網絡協定電視，行動電視），最佳化以確保服務傳遞高質素。這些平台通常建立環境，既有利服務控制，創建，結合及執行，亦有利多媒體控制，整合及其他低等級通訊功能。這些平台同時適用於消費者及商業應用。
商界使用服务交付平台，旨在加快集中多媒體服務（converged multimedia services）的發展和部署－從基本到複雜，從普通老式電話服務到多人電子遊戲中的影音聊天。